# کالکرنچ (دژ)
کالکرنچ (انگلیسی: Culcreuch Castle) قلعه‌ای در اسکاتلند است.